# Atarba (Atarbodes) tergatoides
Atarba (Atarbodes) tergatoides is een tweevleugelige uit de familie steltmuggen (Limoniidae). De soort komt voor in het Afrotropisch gebied.